# Condado de Nacogdoches
O Condado de Nacogdoches é um dos 254 condados do estado americano do Texas. A sede do condado é Nacogdoches, e sua maior cidade é Nacogdoches.
O condado possui uma área de 2 542 km² (dos quais 90 km² estão cobertos por água), uma população de 59 203 habitantes, e uma densidade populacional de 24 hab/km² (segundo o censo nacional de 2000).
O condado foi fundado em 1836.